# Albert Yeung
Albert Yeung, de son vrai nom Yeung Sau-sing (chinois simplifié : 楊受成, né le 3 mars 1943), est un homme d'affaires hongkongais, fondateur et président de Emperor Group (en) et Spring Roll Food Factory.

## Biographie

### Jeunesse et formation
Albert Yeung est né à Hong Kong en 1943 d'une famille originaire de Teochew (Chaozhou) au Guangdong. Son père, Yeung Shing, ouvre un magasin de montres nommé « Shing On Kee Watch Shop » en 1942, jetant ainsi les bases de l'entreprise familiale. Dans les années 1960, son père lui prête 200 000 yuans pour démarrer son entreprise horlogère. En 1964, il ouvre son propre magasin de montres, Observatory Watch & Jewellery, sur Nathan Road à Kowloon.
Deux ans après avoir ouvert sa première boutique, il obtient les droits de distribution des montres Rolex et Omega et étend son activité à la bijouterie en 1966, puis à d'autres activités. Il connaît bientôt le succès et devient connu sous le surnom de « roi des horloges et des montres » (鐘錶大王).

### Carrière d'hommes d'affaires
Yeung est le fondateur et président de Emperor Group (en), un conglomérat diversifié de sociétés cotées qui comprend des services financiers, de l'immobilier, de l'horlogerie et de la bijouterie, du divertissement et des films, de l'hôtellerie, de l'édition et de l'impression, de l'ameublement ainsi que de la restauration.

## Vie privée
Yeung a deux fils et trois filles qui sont également impliqués dans les affaires.

## Œuvres communautaires et philanthropiques
Yeung a été président fondateur du Lion Club of South Kowloon en 1976. En 2008, il crée la Albert Yeung Sau Shing Charity Foundation, qui se consacre au soutien des sports à but non lucratif, ainsi qu'aux activités éducatives et culturelles.
Il fait don de près de 20 millions $ après le séisme de 2008 au Sichuan. Pour reconnaître les contributions des médaillés d'or olympiques de Pékin au développement du sport en Chine, il offre également 12,6 millions $ aux 63 athlètes.
La Jackie Chan and Albert Yeung Charity Foundation, fondée par Chan et Yeung, fait don de 10 millions de yuans au ministère des Affaires civiles de Chine en tant que fonds spécial pour soutenir les efforts de secours après le tremblement de terre dans le xian de Wenchuan au Sichuan en mai 2008.

### Fondation caritative
En plus de créer une « Bourse de la Fondation Empereur » pour sept établissements d'enseignement supérieur à Hong Kong, Yeung fait des dons à des bourses d'éducation en Chine, notamment aux fonds d'éducation du ministère de la Justice, de l'université chinoise de science politique et de droit, de l'université de Pékin et de la ville de Xiamen pour les étudiants ayant d'excellents résultats académiques ou issus de milieux défavorisés. Il a également investi et fait don de 30 millions de yuans pour créer l'institut des arts visuels de Shanghai à l'université Fudan afin de former de nouveaux talents en Chine.

### Hong Kong
Les œuvres caritatives de Yeung à Hong Kong incluent le « Fonds de secours aux entreprises pour les victimes du SRAS » en 2003, l'exposition caritative « Ensemble, nous nous soucions, l'amour pour l'Asie du Sud » en 2005, « Marche pour l'hospice » en 2009 et « Un festin de goûts 2010 ». Les bénéficiaires comprenaient The Community Chest, le groupe d'hôpitaux Tung Wah (en), World Vision of Hong Kong, la Croix-Rouge de Hong Kong (en), la Société pour la promotion des soins palliatifs (en) et l'établissement St. James.

### Chine continentale
En 2007, à l'occasion du 10e anniversaire de la rétrocession de Hong Kong à la Chine, Yeung fait don de plus de 4 millions HK$ à la célébration officielle « Harbour Extravaganza », un feu d'artifice et un dîner de gala. Il fait des dons à diverses fondations en Chine pour un montant de près de 200 millions HK$. Ses dons ont permis de créer le « Tung Wah Group Yeung Sing Memorial Long Stay Care Home » (1998), le « Jackie Chan and Albert Yeung Charity Foundation Baoding Child Care Centre » (2004), le « Hubei Hong Kong Emperor Elderly Care Centre », le « Jackie Chan et Albert Yeung Charity Foundation Baoding Elderly Care Centre » (2006), le « Albert Yeung Sau Shing Charity Foundation (Shunping) Elderly Care Centre » (2009) et le « Albert Yeung Sau Shing Charity Foundation (Xiongzhou) Elderly Care Centre » (2010),. Il a financé des services de soins palliatifs au Hubei, ce qui lui a valu de remporter le « Prix de nomination pour le projet caritatif le plus influent » en 2007.
Des récompenses en espèces totalisant plus de 10 millions de yuans ont également été accordées aux médaillés d'or chinois des Jeux olympiques de Pékin en 2008.

## Affaires judiciaires

### Condamnation pour prévarication (1979)
Le 10 février 1979, le jockey Tony Cruz (en) (告東尼), son frère et deux autres personnes se disputent dans un parking des Nouveaux Territoires avec Wai Kin-bong, qui perd connaissance et est hospitalisé jusqu'au 28 février. Wai est alors directeur général de Tin Tin Daily News (en). Le propriétaire du journal, Lau Tin-chau, demande à Yeung, un ami commun de Cruz et Wai, d'essayer de résoudre les tensions entre les deux. Yeung rend visite à Wai à l'hôpital et lui offre une « somme d'argent très substantielle » soit « pour ne pas témoigner contre M. Cruz », soit pour témoigner qui ne le « clouerait pas ». Dans les circonstances où le magistrat a conclu que Yeung avait promis à Wai qu'il « réparerait la police », Cruz n'a jamais été inculpé. Yeung est  reconnu coupable de détournement de la justice et finalement condamné à neuf mois d'emprisonnement.

### Condamnation pour pari illégal (1986)
En 1986, Yeung est reconnu coupable d'avoir exploité un syndicat de paris illégal et condamné à une amende de 50 000 $.

### Délit d'initié (1993)
Après un procès de dix jours, le 8 juin 1998, le juge de la Haute Cour, le juge Burrell, siégeant en tant que président du tribunal des délits d'initié avec deux membres, déclare Yeung coupable de délit d'initié sur les actions en bourse de Emperor (China Concept). Ltd en octobre 1993. Il est condamné à payer un total de 20 693 433 HK$ à titre d'amendes et de frais.

### Accusations d'intimidation criminelle et de séquestration (1994, acquitté en 1995)
Yeung est acquitté après la clôture des poursuites contre lui lorsque cinq témoins à charge ont souffert d'amnésie, le premier d'entre eux ayant déclaré au magistrat Paul Kelly qu'il ne voulait pas témoigner contre Yeung parce qu'il était « très effrayé ». Le magistrat a acquitté Yeung mais a déclaré qu'il « ne peut pas, avec la même assurance, déclarer que justice a été rendue ».

### Affaire de diffamation contre Google (2011)
Le 8 août 2011, le South China Morning Post rapporte que Yeung a déposé une plainte pour diffamation contre Google auprès de la Haute Cour de Hong Kong (en) au motif qu'il renvoyait à des sites portant des accusations diffamatoires contre lui.

## Récompenses
| Année | Prix et titres honorifiques |
| ----- | --- |
| 2017  | Récompensé du « Lifetime Achievement Award » lors du 14e Tableau caritatif de Chine                                                               |
|       | Élu parmi les « 50 plus riches de Hong Kong par Forbes »                                                                                          |
| 2016  | Élu parmi les « dix meilleurs philanthropes du China's Charity Chart 2016 »                                                                       |
| 2016  | Élu parmi les « 50 plus riches de Hong Kong par Forbes »                                                                                          |
| 2015  | Élu parmi les « dix meilleurs philanthropes du China's Charity Chart 2015 »                                                                       |
| 2014  | Élu parmi les « dix meilleurs philanthropes du China's Charity Chart 2014 »                                                                       |
| 2014  | Élu parmi les « 50 plus riches de Hong Kong par Forbes »                                                                                          |
| 2013  | Élu « Top 10 des philanthropes 2013 » |
| 2013  | Élu parmi les « 50 plus riches de Hong Kong par Forbes »                                                                                          |
| 2012  | « Prix du donateur individuel le plus attentionné – Prix caritatif chinois » – Ministère des Affaires civiles de la République populaire de Chine |
|       | Élu « Top 10 des philanthropes 2012 » |
| 2011  | Élu « Top 10 des philanthropes 2011 » |
|       | « Prix du donateur individuel le plus attentionné – Prix caritatif chinois » – Ministère des Affaires civiles de la République populaire de Chine |
| 2009  | « Prix du donateur individuel le plus attentionné – Prix caritatif chinois » – Ministère des Affaires civiles de la République populaire de Chine |
| 2008  | « World Chinese Charity Award », United World Chinese Association                                                                                 |
|       | « Prix du donateur individuel le plus attentionné – Prix caritatif chinois » – Ministère des Affaires civiles de la République populaire de Chine |
|       | « Professeur honoraire » - Université de Finance du Guangdong                                                                                     |
|       | « Directeur », « Président d'honneur », Institut des arts visuels de Shanghai, Université Fudan – The Emperor School of Performing Arts           |
| 2007  | « Prix de la contribution caritative exceptionnelle de la Chine », « Personne caritative de Chine » - Fédération caritative de Chine              |
|       | « Prix spécial de charité », « Tableau caritatif chinois 2007 » - Association chinoise des travailleurs sociaux                                   |
|       | « Président d'honneur à vie », Travailleurs sociaux sans frontières                                                                               |
|       | « Degré de docteur honoris causa en commerce (Honoris Causiby) » – Université de West Alabama (en) aux États-Unis                                 |
|       | « Prix chinois d'excellence mondiale », « Président honorifique à vie », Association chinoise du monde uni                                        |
| 2006  | « Président honoraire à vie » - Association asiatique de basket-ball                                                                              |
| 2005  | « China Charity Award » - Ministère des Affaires civiles de Chine et la China Charity Federation                                                  |
| 1998  | « Administrateur honoraire » – Université de Pékin                                                                                                |
| 1994  | « Professeur honoraire de droit » - Université chinoise de sciences politiques et de droit                                                        |
|       | « Consultant honoraire de la All China Lawyers Association » - la All China Lawyers Association                                                   |
| 1976  | « Président Charte », Lion Club de South Kowloon                                                                                                  |